# Jay-Z
Shawn Corey Carter, mest känd under sitt artistnamn Jay-Z, född 4 december 1969 i Brooklyn i New York, är en amerikansk hiphopartist och den nuvarande VD:n för Def Jam samt grundare av och VD för Roc-A-Fella Records. Han är en av det sena 1990-talets och tidiga 2000-talets mest inflytelserika och framgångsrika rappare och hip-hopproducenter. Han är delägare i NBA-laget Brooklyn Nets och har ett eget klädesmärke, Rocawear.

## Historia
Carter föddes och växte upp i området Marcy Housing projects i Brooklyn, New York. Han, hans mor Carter, bror och två systrar blev lämnade av barnens far Adnes Reeves när Carter var tolv år gammal. Shawn sågs ofta på gatorna i Brooklyn och skapade sig sitt artistnamn Jay-Z. Det fick han genom att han sågs som "Jazzy", slang för stilfull och modern. JAY Z hade problem med våldsamhet och rastlöshet när han var ung och fick börja på yrkesskola i Brooklyn. Där träffade han Christopher Wallace (The Notorious B.I.G) och Trevor Smith (Busta Rhymes). Sedan 2008 är han gift med  Beyoncé. 2012 föddes dottern Blue Ivy Carter. Den 13 juni 2017 föddes tvillingarna Sir och Rumi Carter.
JAY Z ändrade stavningen av sitt artistnamn utan förklaring den 21 juli 2013. Hans tidigare artistnamn var "Jay-Z", numera alltså utan bindestreck.
Under december 2024 lämnades det in en stämningsansökan mot honom och rapparen Sean "Diddy" Combs, där målsägande anklagar de båda för att ha våldtagit henne när hon var 13 år.

## Karriär
JAY Z började sin karriär på slutet av 1980-talet och langade då knark för att ha råd med inspelningarna till sina låtar. JAY Z slutade upp med det kriminella livet år 1992. Sedan dess har han skildrat händelser från sitt liv i sina texter. JAY Z ville inte ha kontrakt med något stort skivbolag, han valde att själv starta en egen skivetikett år 1996 tillsammans med Damon Dash och Kareem ”Biggs” Burke. Jay Z fick 1995 en hit med låten ”In My Lifetime”. Han har jobbat ihop med bland andra hustrun Beyoncé Knowles. De har gjort låtarna "Crazy in Love", "Déjà Vu", "Hollywood", "'03 Bonnie & Clyde", "Lift Off" , "Upgrade U"  samt "Drunk In Love" tillsammans.

## Samarbete med Linkin Park
JAY Z har under sin karriär samarbetat med bandet Linkin Park. Resultatet blev att man tillsammans släppte albumet Collision course från vilken singeln Numb/Encore släpptes. Albumet består av redan existerande låtar av JAY Z och Linkin Park som har mixats ihop. De turnerade även tillsammans.

## Privat
Jay-Z är gift med den amerikanska sångerskan Beyoncé. Den amerikanska ekonomitidskriften Forbes rankade Jay-Z till att vara världens 2 252:a rikaste med en förmögenhet på en miljard amerikanska dollar per den 23 november 2020.

## Diskografi

### Studioalbum
- 1996 – Reasonable Doubt
- 1997 – In My Lifetime, Vol. 1
- 1998 – Vol. 2... Hard Knock Life
- 1999 – Vol. 3... Life and Times of S. Carter
- 2000 – The Dynasty: Roc La Familia
- 2001 – The Blueprint
- 2002 – The Blueprint 2: The Gift & The Curse
- 2003 – The Black Album
- 2006 – Kingdom Come med sången Hollywood
- 2007 – American Gangster
- 2009 – The Blueprint 3
- 2013 – Magna Carta... Holy Grail
- 2017 – 4:44

- 2018 – Everything is Love (tillsammans med Beyoncé under namnet "The Carters")

### Livealbum
- 2001 – Jay-Z: Unplugged

### Samarbetsalbum
- 2002 – The Best of Both Worlds (med R. Kelly)
- 2004 – Unfinished Business (med R. Kelly)
- 2004 – Collision Course (med Linkin Park)
- 2011 – Watch the Throne (med Kanye West)

## Filmografi
- 1998 – Streets Is Watching
- 2000 – Backstage
- 2002 – State Property
- 2003 – Paper Soldiers
- 2004 – Fade to Black